# Raorchestes annandalii
Espèce
Synonymes
- Ixalus annandalii Boulenger, 1906
- Philautus annandalii (Boulenger, 1906)
- Pseudophilautus annandalii (Boulenger, 1906)

Statut de conservation UICN

 LC  : Préoccupation mineure
Raorchestes annandalii est une espèce d'amphibiens de la famille des Rhacophoridae.

## Répartition
Cette espèce se rencontre jusqu'à 2 700 m d'altitude :
- au Bhoutan ;
- dans l'est du Népal ;
- en Inde au Meghalaya, en Assam, en Arunachal Pradesh, au Bengale-Occidental, au Nagaland et au Sikkim.

## Description
Le spécimen de Raorchestes annandalii décrit par Boulenger mesurait 16 mm. Il s'agissait d'un mâle. Son dos était gris verdâtre avec une barre sombre entre les yeux ; son ventre était grisâtre tacheté et marbré de brun.

## Étymologie
Cette espèce est nommée en l'honneur de Nelson Annandale, zoologiste et un anthropologue écossais (1876-1924) qui a obtenu les premiers spécimens.

## Publication originale
- Boulenger, 1906 : Description of two new Indian Frogs. Journal and Proceedings of the Asiatic Society of Bengal, vol. 2, no 9, p. 385-386 (texte intégral).